# Charles Edward Jones
Charles Edward ("Chuck") Jones (Clinton, 4 de novembro de 1952 - Nova Iorque, 11 de setembro de 2001) foi um coronel e astronauta da Força Aérea dos Estados Unidos.
Jones estava escalado como engenheiro militar espacial da missão STS-71-B, do ônibus espacial Challenger, com o lançamento previsto para 6 de dezembro de 1986. Contudo todas as missões do ano de 1986 foram canceladas após a tragédia do Challenger na missão STS-51-L. Jones jamais voaria ao espaço e deixou o Programa de Engenheiro de voo em 1987 
Jones estava a bordo do voo 11 da American Airlines que chocou contra o World Trade Center no ataque terrorista de 11 de setembro de 2001.  